# George Anderson (Fußballspieler, 1893)
George Walter Anderson (* 1. Quartal 1893 in Cheetham, Manchester; † Oktober 1931 in Elk City) war ein englischer Fußballspieler.

## Karriere
Anderson gewann im Jugendalter mit Salford United die North Salford League und den Haworth Cup, bevor er im März 1910 Profi beim FC Bury wurde. In den folgenden Monaten kam er für Bury auf insgesamt drei Einsätze in der Football League First Division, bevor er im September 1911 für £50 Ablöse zum amtierenden Meister Manchester United wechselte. Nach einer Saison, in der er überwiegend in der Reserve zum Einsatz kam, gehörte er in den folgenden drei Spielzeiten neben Sandy Turnbull und Enoch West zu den konstantesten Torschützen im Team.
Bis zur Einstellung des Spielbetriebs 1915, ein Jahr nach Ausbruch des Ersten Weltkriegs, erzielte er in 86 Pflichtspielen 39 Tore, zwei seiner Treffer erzielte er am 2. April 1915 bei einem 2:0-Erfolg gegen den FC Liverpool – eine Partie, die sich später als Gegenstand eines Wettskandals entpuppte. Mehrere Spieler beider Teams hatten auf genau diesen Endstand getippt. Während die Manchester-Spieler Turnbull, Enoch und Arthur Whalley von der Football Association (FA) gesperrt wurden, hatte Anderson eine Beteiligung an einer Spielabsprache abgelehnt.
Im Februar 1916 zog Anderson, ohne Rücksprache mit seinem Klub zu halten, nach Irland, um für Belfast United zu spielen, ein Vorhaben das von der FA allerdings unterbunden wurde. Zwei Jahre später sorgte er erneut für Aufsehen, als drei Manchester-Spieler am 8. Januar 1918 dem Präsidium davon berichteten, dass Anderson versucht hatte, ein Spiel gegen Burnley am 29. Dezember 1917 zu manipulieren. Von Vereinsseite wurde daraufhin gegen Anderson ein Platzverweis ausgesprochen. Nur wenige Tage später tauchten Berichte auf, nach denen er versucht hatte am 12. Januar 1918 eine Partie zwischen Everton und Blackpool zu manipulieren, auch hierbei wurde ihm ein lebenslanges Platzverbot auferlegt. Vom englischen Fußballverband wurde er schließlich am 20. Februar 1918 lebenslang gesperrt, am 21. März wurde er wegen der Vorwürfe zu Wettmanipulationen und Bestechungsversuchen verhaftet und schließlich wegen Verschwörung zum Betrug zu einer achtmonatigen Haftstrafe mit Zwangsarbeit verurteilt.